# Oakley Court

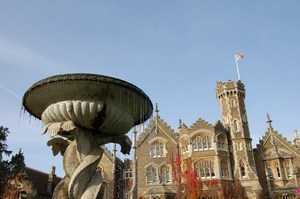
Oakley Court, einst im Besitz von Otho FitzGerald, heute ein Hotel

Oakley Court ist ein englisches Landhaus, das 1859 im neugotischen Stil in einem Weiler in der Gemeinde Bray, Berkshire in Themsenähe erbaut wurde. Das Anwesen hat eine Fläche von 14 Hektar. Heute ist es ein Luxushotel.

## Geschichte
Das Anwesen wurde 1859 für Sir Richard Hall Say erbaut. Er war 1864 High Sheriff von Berkshire und 1865 Friedensrichter. 
1874 wurde Oakley Court an Lord Otho Fitzgerald (Offizier und Politiker der Liberal Party, 1827–1882) verkauft, dann an John Lewis Phipps und 1908 an Sir William Avery (Philatelist, 1854–1908). Im Jahr 1919 erwarb Ernest Olivier (oder auch Earnest Oliver) das Anwesen zusammen mit 140.000 m² Forstland für 27.000 englische Pfund. Er war ein exzentrischer Charakter, der zu Ehren von Diplomaten, die bei ihm zu Gast waren, die jeweilige Flagge an der bis heute erhaltenen Fahnenstange hissen ließ.
Das Anwesen diente im Zweiten Weltkrieg als englisches Hauptquartier der französischen  Résistance. Der spätere französische Staatspräsident Charles de Gaulle soll in diesen Tagen auch in einem der beiden Schlafzimmer genächtigt haben.

## Drehort
Oakley Court wurde schon seit den 1960er-Jahren von den in der Nähe befindlichen Bray Studios für verschiedene Filmaufnahmen genutzt. Unter anderem wurden Teile der Hammer-Filme, wie Das schwarze Reptil (1966) und Nächte des Grauens (1966), hier gedreht. Den größten Bekanntheitsgrad erlangte das Landhaus aber als Schloss Dr. Frank N Furters in The Rocky Horror Picture Show (1975).